# Zbigniew Kowalczyk (chemik)
Zbigniew Kowalczyk (ur. 25 grudnia 1951 w Skarżysku-Kamiennej, zm. 17 marca 2008 w Warszawie) – polski chemik, prof. dr. hab. inż. Politechniki Warszawskiej.
Ukończył studia na Wydziale Chemii Politechniki Warszawskiej. Po ukończeniu studiów pozostał na wydziale, związany był z technologią chemii nieorganicznej i procesami katalitycznymi. W 1997 uzyskał habilitację na podstawie rozprawy Katalizator żelazowy do syntezy amoniaku modyfikowany metodą impregnacji W latach 1998–2008 pracował na stanowisku kierownika Zakładu Technologii Nieorganicznej i Ceramiki, należał do Polskiego Towarzystwa Chemicznego i Polskiego Klubu Katalizy.
Spoczywa na cmentarzu w Pyrach.